# Heriades longicornis
Heriades longicornis är en biart som beskrevs av Heinrich Friese 1915. Heriades longicornis ingår i släktet väggbin, och familjen buksamlarbin. Inga underarter finns listade i Catalogue of Life.